# Sistema de Pagamentos Brasileiro
Sistema de Pagamentos Brasileiro (SPB) é gerido pelo Banco Central do Brasil (BCB) e composto das entidades, os sistemas e os procedimentos relacionados com o processamento e a liquidação de operações de transferência de fundos, de operações com moeda estrangeira ou com ativos financeiros e valores mobiliários, chamados, coletivamente, de entidades operadoras de Infraestruturas do Mercado Financeiro (IMF). Além das IMF, os arranjos e as instituições de pagamento também integram o SPB.
O principal componente do SPB é o Sistema de Transferência de Reservas (STR).
O BCB atribui dois identificadores às instituições financeiras integrantes do STR: o "Identificador do Sistema de Pagamentos Brasileiro" (ISPB) e o "Número-Código", que substitui o antigo "código COMPE" da Centralizadora da Compensação de Cheques (p.ex, 001 para Banco do Brasil).
Sua função básica é permitir a transferência de recursos financeiros, o processamento e liquidação de pagamentos para pessoas físicas, jurídicas e entre  governamentais.[carece de fontes?]
Toda transação econômica que envolva o uso de cheque, cartão de crédito, ou transferência eletrônica disponível (TED), Pix, por exemplo, envolve o SPB.[carece de fontes?]

## Finalidade
A finalidade básica do sistema de pagamentos é transferir recursos entre bancos, de forma a viabilizar o processamento e a liquidação de pagamentos de pessoas, empresas, governo, Banco Central e instituições financeiras. Estas transferências são realizadas através de débitos e créditos nas Contas de Reserva Bancária que os bancos possuem junto ao Banco Central.[carece de fontes?]

## Estrutura
Além do Banco Central, o Sistema de Pagamentos Brasileiro é integrado por:[carece de fontes?]
- Instituições financeiras;
- Companhia Brasileira de Liquidação e Custódia (CBLC);
- Câmara de Registro, Compensação e Liquidação de Operações de Ativos BM&F;
- Câmara de Registro, Compensação e Liquidação de Operações de Câmbio BM&F;
- Câmara de Registro, Compensação e Liquidação de Operações de Derivativos BM&F;
- Cetip (Pagamento Social);
- Selic;
- Cielo (antiga Visanet) e Redecard;
- TecBan;
- Câmara Interbancária de Pagamentos (CIP).

## Rede
As transferências de recursos financeiros no SPB são formalizadas por meio de mensagens eletrônicas transmitidas exclusivamente por intermédio da Rede do Sistema Financeiro Nacional (RSFN). São padronizadas e observam procedimentos específicos de segurança (criptografia e certificado digital).

## Modalidades

### Documento de ordem de crédito (DOC)
O documento de ordem de crédito (DOC) é uma transação financeira criada em 1985 pelo Banco Central, na qual os correntistas de bancos brasileiros fazem transferências interbancárias de valores. Por norma do Banco Central o valor do DOC deve ser inferior a R$ 4.999,99.
O DOC, assim como a TED, pode ser do tipo D (entre contas de mesmo titular) ou do tipo C (entre contas de diferentes titulares). Para a realização desta transferência, é necessário informar os dados do destinatário: nome completo, CPF e/ou CNPJ e Banco, agência e conta corrente de destino. No DOC o valor só é creditado no banco de destino no dia útil seguinte a data de processamento. Esta operação não é estornável.
O DOC é feito mediante compensação, da mesma maneira como os cheques, e é efetivada na noite da data de processamento. Um DOC enviado fora do horário limite fica agendado para o próximo dia útil. Portanto se enviados fora do horário limite, em finais de semana ou feriados estarão disponíveis na conta de destino após o segundo dia útil. Um DOC pode ser devolvido caso as informações preenchidas pelo emissor estejam incorretas.
As transações via DOC encerraram no Brasil no dia 15 de janeiro de 2024 devido à crescente popularidade da modalidade Pix. Sendo definida para 29 de fevereiro de 2024 a data limite para o agendamento e processamento das transações pendentes.

### Transferência eletrônica disponível (TED)
A transferência eletrônica disponível (TED) é uma operação financeira criada em 2002 pelo Banco Central, para ser efetivada, é utilizada a infraestrutura da Câmara Interbancária de Pagamentos (CIP), uma associação sem fins lucrativos que faz parte do Sistema de Pagamentos Brasileiro.
A Transferência eletrônica disponível (TED) é uma transação financeira na qual uma pessoa física ou jurídica, correntista ou não, faz transferências interbancárias de valores. Ela foi introduzida em 23 de abril de 2002 pela circular n° 3.115 do Banco Central do Brasil, como parte do plano de reestruturação do Sistema de Pagamentos Brasileiro. O limite mínimo da TED foi inicialmente fixado pela Federação Brasileira de Bancos (FEBRABAN) em R$5.000,00, porém este valor foi reduzido gradativamente até ser extinto em janeiro de 2016.

### Pix
O Pix é um método de pagamento instantâneo criado pelo Banco Central (BC) em que os recursos são transferidos entre contas em poucos segundos, a qualquer hora ou dia. É prático, rápido e seguro. O Pix pode ser realizado a partir de uma conta corrente, conta poupança ou conta de pagamento pré-paga.